# Margot Mahler
Margot Mahler von Diringshofen (* 24. September 1945 in Straubing; † 27. September 1997 in München; gebürtig Margot Huber) war eine deutsche Schauspielerin.

## Leben
Die gelernte Bankkauffrau und Sekretärin nahm Schauspielunterricht bei Christa Berndl. 1967 erhielt sie ihr erstes Engagement an der Studiobühne München, dort unter anderem als Jacquenette in Shakespeares Verlorene Liebesmüh. Später wirkte sie vor allem an der Kleinen Komödie, am Baierischen Raritätentheater und an der Kleinen Bühne Schwabing.
Mahlers Filmkarriere begann Ende der 1960er-Jahre mit Nebenrollen in seichten Komödien, darunter Wenn die tollen Tanten kommen mit Rudi Carrell und Ilja Richter. Dann war sie etwa ein Jahrzehnt vor allem in Lederhosenfilmen wie Die liebestollen Lederhosen zu sehen. Zunehmend trat sie auch im erfolgreichen Komödienstadel des Bayerischen Rundfunks auf und in zahlreichen Fernsehserien, darunter Königlich Bayerisches Amtsgericht, Münchner Geschichten, Kanal fatal und Meister Eder und sein Pumuckl.
Margot Mahler, die beim Theater auch als Autorin arbeitete, war bekannt für ihre naiv-kindliche Ausdrucksweise und ihr schrilles Organ. Ihre letzten Rollen spielte sie 1997 in dem Film Muttertag und neben Ottfried Fischer in Der Bulle von Tölz. Kurze Zeit später starb sie im Alter von 52 Jahren an einer Krebserkrankung. Sie wurde auf dem Neuen Südfriedhof in München beigesetzt (Grab Nr. 301-U1-43a). Sie war bis zu ihren Tod mit dem Musiker Dieter von Diringshofen verheiratet.

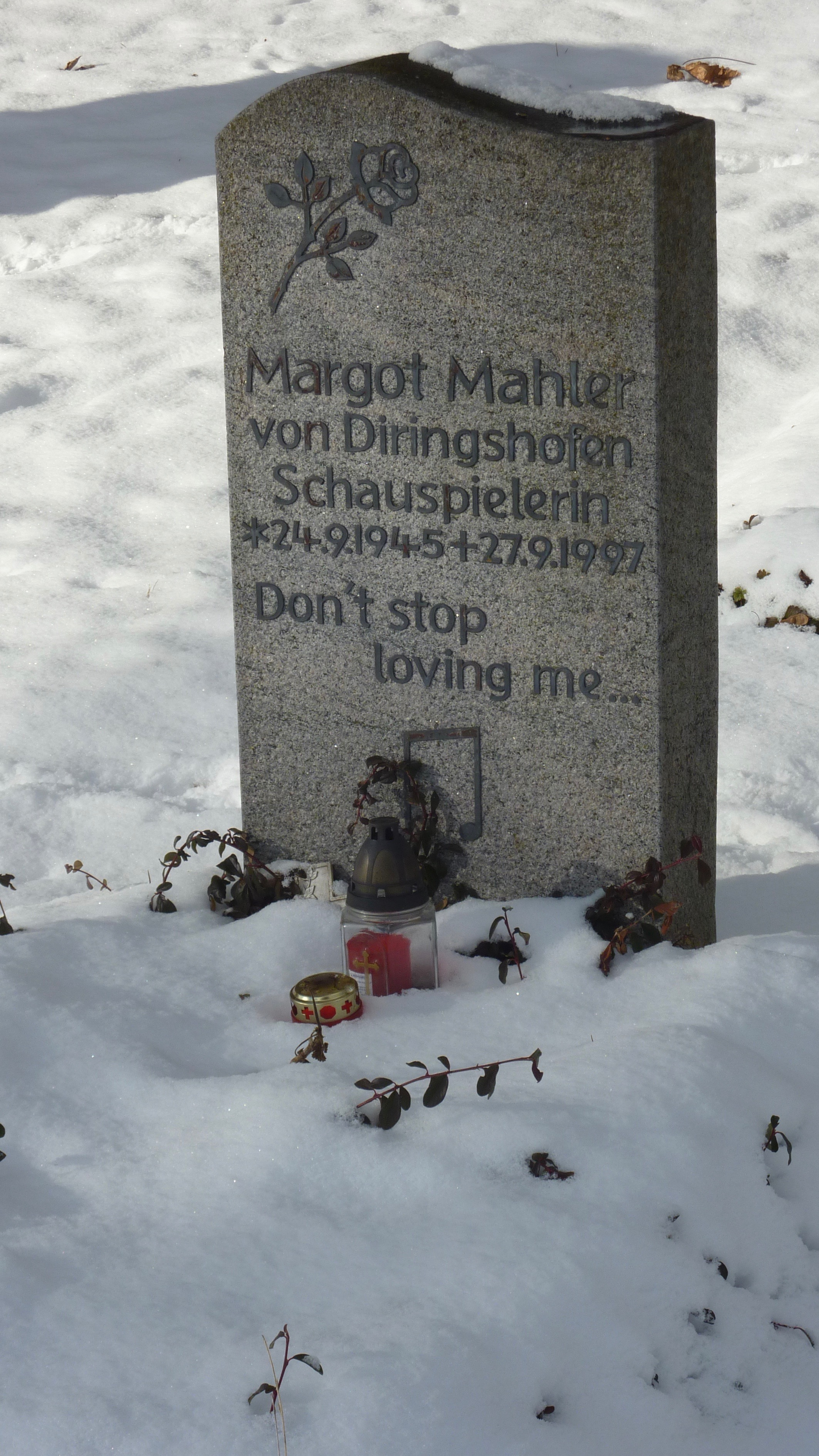
Grab auf dem Neuen Südfriedhof (München)

## Filmografie

### Filme
- 1969: Donnerwetter! Donnerwetter! Bonifatius Kiesewetter
- 1969: Engelchen macht weiter – hoppe, hoppe Reiter
- 1969: Der Mann mit dem goldenen Pinsel
- 1970: Immer bei Vollmond
- 1970: Wenn du bei mir bist
- 1970: Wenn die tollen Tanten kommen
- 1970: Musik, Musik – da wackelt die Penne
- 1971: Toilettengeflüster
- 1971: Josefine Mutzenbacher II – Meine 365 Liebhaber
- 1971: Wer zuletzt lacht, lacht am besten
- 1971: Die tollen Tanten schlagen zu
- 1971: Erotik im Beruf – Was jeder Personalchef gern verschweigt
- 1971: Urlaubsreport – Worüber Reiseleiter nicht sprechen dürfen
- 1972: Mensch ärgere dich nicht
- 1972: Die dressierte Frau
- 1973: Blau blüht der Enzian
- 1973: Der Ostfriesen-Report
- 1973: Oktoberfest! Da kann man fest…
- 1973: Liebesjagd durch 7 Betten
- 1973: Bademeister-Report
- 1974: Unterm Dirndl wird gejodelt
- 1974: Schulmädchen-Report. 7. Teil: Doch das Herz muß dabei sein
- 1975: Champagner aus dem Knobelbecher
- 1977: Bolwieser
- 1977: Das chinesische Wunder
- 1978: Hurra, die Schwedinnen sind da
- 1978: Die munteren Sexspiele unserer Nachbarn
- 1979: Lucky Star
- 1979: Zwei Däninnen in Lederhosen
- 1979: Zum Gasthof der spritzigen Mädchen
- 1981: Heute spielen wir den Boß – Wo geht’s denn hier zum Film?
- 1982: Die liebestollen Lederhosen
- 1984: Tapetenwechsel

### Fernsehrollen
- 1969: Nur der Freiheit gehört unser Leben
- 1969, 1971: Königlich Bayerisches Amtsgericht – Die Drud (Folge 3), Die Identität (Folge 46)
- 1970: Mein Freund Harvey
- 1971: Der Komödienstadel: Der Ehestreik
- 1971: Kirsch und Kern
- 1972: Die Lokalbahn
- 1972: Auf den Spuren der Anarchisten
- 1972: Der Bastian – Er wollte ihr soviel sagen (Folge 3)
- 1972: Tatort – Kennwort Gute Reise (Fernsehreihe)
- 1974: Der Herr Kottnik (Fernsehserie)
- 1974: Graf Yoster gibt sich die Ehre – Zweier Herren Diener
- 1974: Tatort – 3:0 für Veigl
- 1975: Tatort – Das zweite Geständnis
- 1975: Münchner Gschichten
- 1975: Mordkommission (Fernsehserie – Staffel 2, 13 Folgen)
- 1976: Nonstop Nonsens: Herr S. kommt nicht zum Zuge
- 1977: Mond Mond Mond (Kinderserie)
- 1977: Der Alte – (Folge 2: Jack Braun)
- 1978: Der Alte – (Folge 19: Der schöne Alex)
- 1979–1988: Polizeiinspektion 1 (8 Folgen)
- 1979: Der Millionenbauer
- 1979: Der Komödienstadel: Der Geisterbräu
- 1979: Die Protokolle des Herrn M. – Schlesier-Grete
- 1980: Die Undankbare
- 1981: Tatort – Usambaraveilchen
- 1982: Der Alte – (Folge 65: Tod am Sonntag)
- 1982: Meister Eder und sein Pumuckl (1.04)
- 1983: Der Mustergatte
- 1984: Heimat – Eine deutsche Chronik: Das Fest der Lebenden und der Toten – Herbst 1982
- 1985: Derrick (Folge 133: Tod eines jungen Mädchens)
- 1986: Schafkopfrennen (Serie)
- 1986: Tatort – Riedmüller, Vorname Sigi
- 1987: Tatort – Die Macht des Schicksals
- 1988: Der Schwammerlkönig (Fernsehserie)
- 1988: Trouble im Penthouse
- 1990: Pension Corona (Fernsehserie, 14 Folgen)
- 1991: Ein Schloß am Wörthersee (Erste Folge)
- 1992–1993: Forsthaus Falkenau: Angst um Rica & Irrwege zur Braut
- 1992–1997: Der Bergdoktor
- 1997: Muttertag
- 1998: Der Bulle von Tölz: Tod in Dessous